# أليميمازين
أليميمازين (Alimemazine)

## الزمرة الدوائية
مضادات الهيستامين.

## الاستطباب
المعالجة العرضية لحالات التحسس خاصةً الشرى والحكة.

## مضادات الاستطباب
الخدج، حديثو الولادة، الإرضاع.

## الآثار الجانبية
- نعاس، صداع، قصور نفسي حركي.

احتباس بول.
- جفاف فم.
- تشوش رؤية.
- إمساك، اضطرابات معدية معوية.

## الجرعة
فموياً
- 10 ملغ 2-3 مرات/يوم.
- الجرعة العظمى في الحالات الشديدة 100 ملغ/يوم.
- المسنون: 10 ملغ 1-2 مرة/يوم.
- الأطفال فوق السنتين: 2.5-5 ملغ 3-4 مرات/يوم.

## تحذيرات
- الزرق، الصرع، احتباس بول، ضخامة الموثة، الانسداد البولي العفجي.
- الاضطرابات الكبدية.
- الاضطرابات القلبية الوعائية.
- الأطفال (يوصى بعدم إعطاء مضادات الهيستامين الفينوتيازينية للأطفال دون السنتين).
- المسنون، الحمل.
- تجنب قيادة السيارات أو تشغيل الآليات.
- تجنب تناول الكحول.